# مفاعل مبرد بالغاز

رسم توضيحي للمفاعل النووي ماجنوكس

مفاعل مبرد بالغاز هو مفاعل نووي يستخدم الجرافيت كمهدئ نيوترون وغاز كمبرد. على الرغم من أن هناك الكثير من الأنواع الأخرى من المفاعلات المبردة بواسطة الغاز، فإن مصطلح مفاعل مبرد بالغاز (GCR) تستخدم بشكل خاص للإشارة إلى هذا النوع من المفاعلات.

## نبذة

رسم توضيحي لعمل مفاعل التبريد الغازي التقدمي، ويلاحظ وجود جميع أجزاء المفاعل داخل الحاوية الضخمة المصنوعة من الخرسانة المسلحة بالحديد وهي تحافظ على الضغط وتحجب الإشعاع عن الخروج :
1. فتحات التموين
2. قضبان التحكم
3. مهدئ من الجرافيت
4. وحدات اليورانيوم
5. حاوية الضغط الخرسانية
6. طلمبة الغاز
7. ماء
8. طلمبة الماء
9. مبادل حراري
10. بخار

كان مفاعل المبرد بالغاز قادرًا على استخدام اليورانيوم الطبيعي كوقود، مما جعل الدول التي طورته من تصنيع وقودها الخاص دون الاعتماد على دول أخرى لتزويدها باليورانيوم المخصب، والذي كان في وقت تطوير هذا النوع من المفاعلات في الخمسينيات من القرن العشرين متاحًا فقط بالولايات المتحدة والاتحاد السوفيتي.

## الأنواع
- مفاعل ماجنوكس.[6]
- مفاعل اليورانيوم الطبيعي ذو غاز الجرافيت (UNGG).
- مفاعل بتبريد غازي تقدمي.